# 2550 Houssay
2550 Houssay este un asteroid din centura principală, descoperit pe 21 octombrie 1976 de Felix Aguilar Obs..